# Reformierte Kirche Mellingen

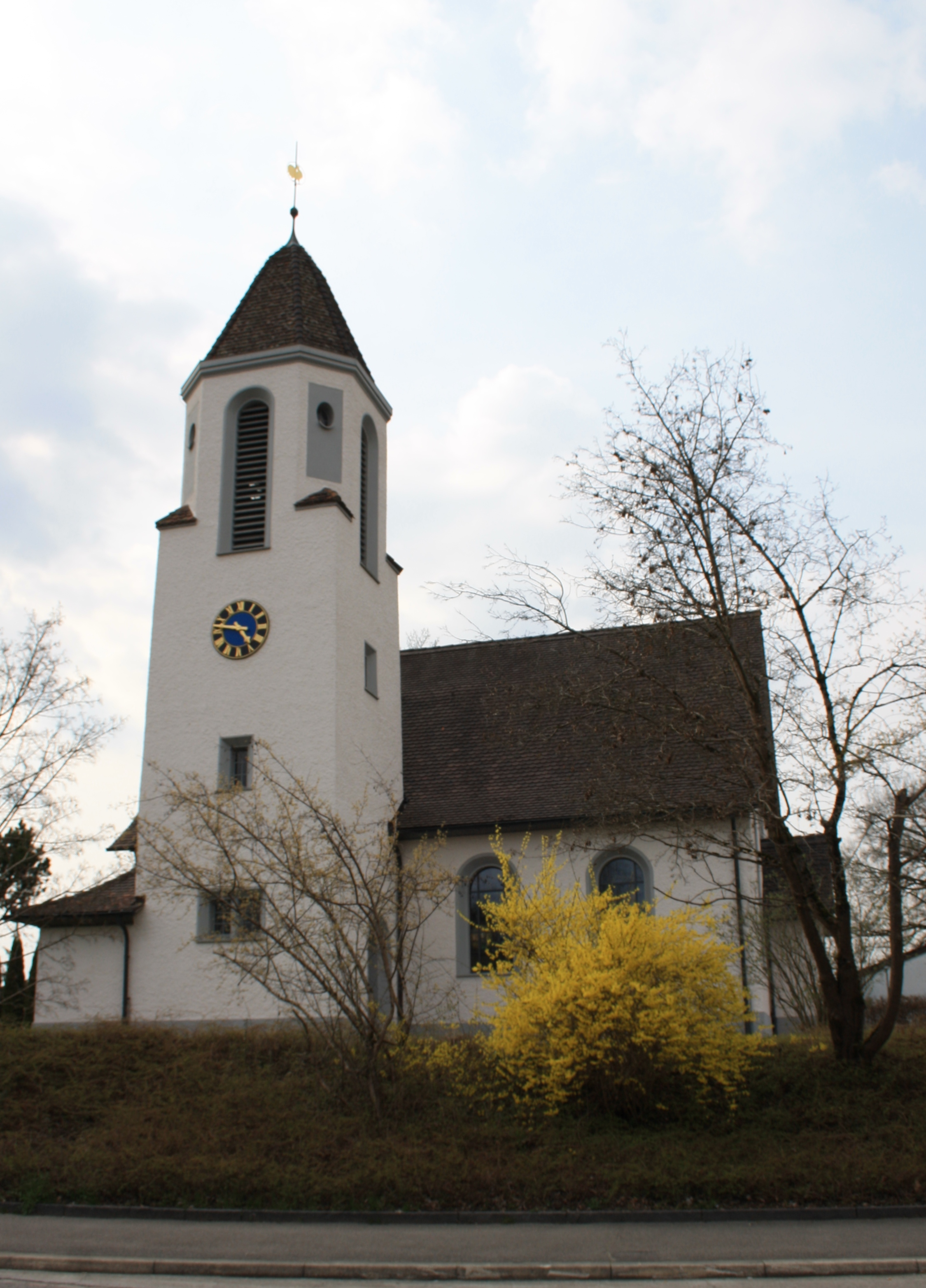
Reformierte Kirche Mellingen

Die reformierte Kirche Mellingen ist die reformierte Kirche in Mellingen im Schweizer Kanton Aargau. Sie wurde 1910 eingeweiht und gehört zur Kirchgemeinde Mellingen.

## Geschichte
Nach einer kurzen reformatorischen Zwischenzeit zwischen 1529 und dem verlorenen zweiten Kappelerkrieg 1531 war die Bevölkerung des Städtchens Mellingen bis ins 19. Jahrhundert geschlossen römisch-katholisch. Erst durch die Industrialisierung kamen im Laufe des 19. Jahrhunderts Reformierte nach Mellingen, die 1894 eine reformierte Kirchgenossenschaft gründeten. Auch die reformierten Gläubigen aus den Nachbargemeinden Nieder- und Oberrohrdorf, Stetten, Niederwil, Wohlenschwil und Büblikon schlossen sich der Genossenschaft an, die im April 1907 sowohl den Entscheid für einen Bauplatz als auch für ein konkretes Projekt zum Bau einer Kirche gefällt hatte. Mit Unterstützung der Reformationskollekte von 1908, durch die die Kirchgemeinde über 37'000 Franken erhielt, wurde Ende 1909 mit den Bauarbeiten begonnen. Am 4. September 1910 wurde die nach Plänen des Ennetbadener Architekten Eugen Schneider erbaute Kirche eingeweiht.

## Ausstattung

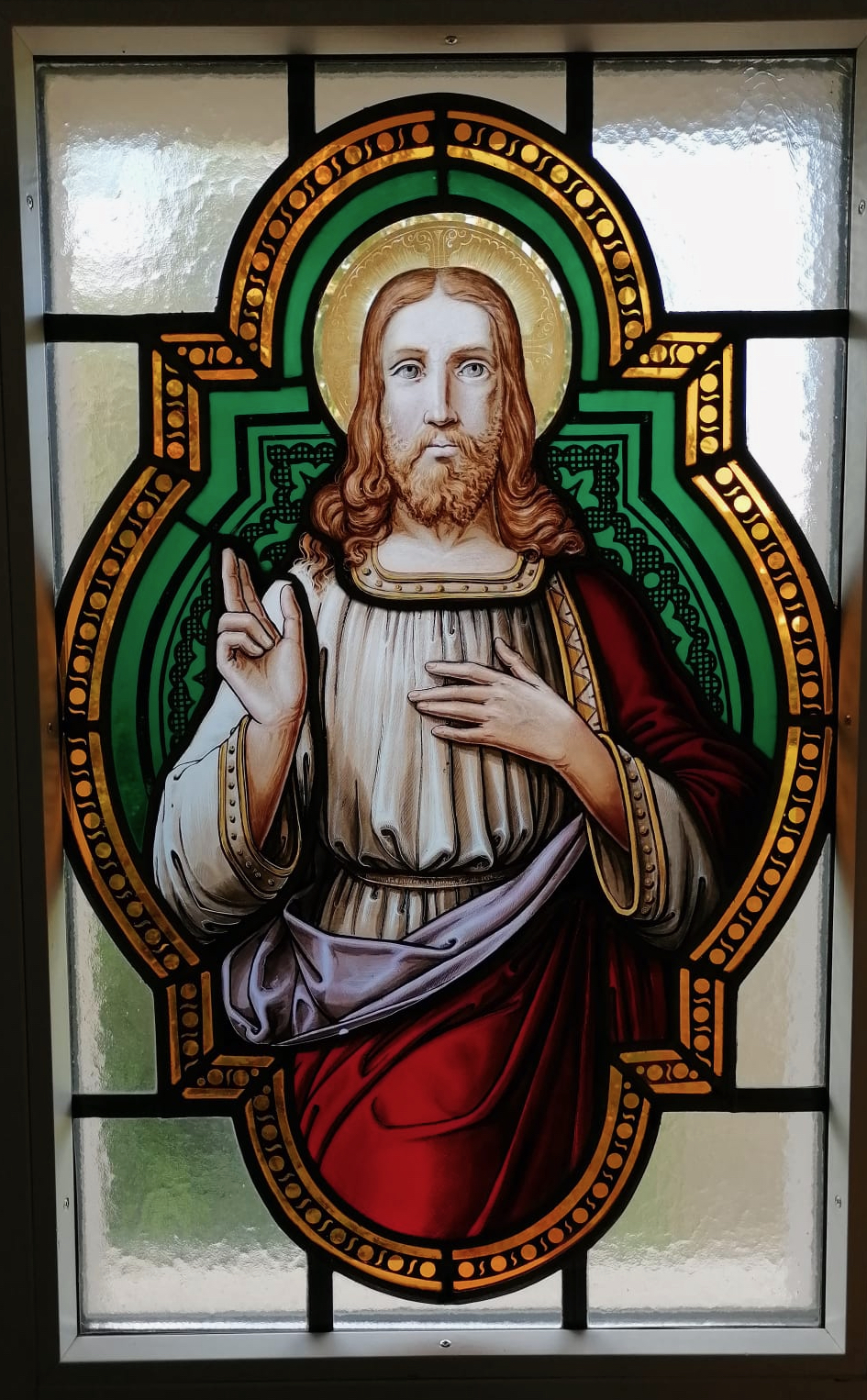
Christus-Glasscheibe von Adolf Kreuzer

In der Sakristei der Kirche befindet sich eine Scheibenstiftung des Glaskünstlers Adolf Kreuzer. Die kleinformatigen Fenster zeigen Christus (Inschrift: Christus, gestiftet v. A. Kreuzer, Zürich 1872) und Paulus als Halbfiguren. Paulus hält eine Schrifttafel mit einem Zitat aus dem Korintherbrief: «Der Herr ist der Geist; wo der Geist des Herrn ist, da ist Freiheit» (2. Kor 3, 17). In welche Kirche diese Stiftung ursprünglich erfolgte, ist unklar. Da die reformierte Kirche Mellingen erst 1910 eröffnet wurde, ist davon auszugehen, dass die beiden Scheiben umplatziert wurden.